# 松原俊雄
松原 俊雄（まつばら としお、1951年〈昭和26年〉8月16日 - ）は、日本の政治家。東京都狛江市長（2期）。

## 来歴
東京都世田谷区出身。駒澤大学高等学校を経て、1974年3月、駒澤大学経済学部卒業。同年4月、狛江市役所に入庁。
市民協働課長、企画財政部理事を経て、2007年4月から企画財政部長を務めた。2008年7月24日、副市長に就任。市役所に38年勤め、2012年に退任し、翌年11月に新宿区の結婚相談所であるグッドラックステージの代表取締役に就任した。
2018年3月1日、狛江市長の高橋都彦が市の女性職員にセクシャルハラスメントを行っていたことが発覚し、高橋は6月4日付で辞職。7月5日、松原は記者会見を開き、高橋の辞職に伴う狛江市長選挙に出馬する意向を表明。7月22日に行われた市長選に自由民主党と公明党の推薦を得て出馬し、元狛江市議会議員の田中智子を破り初当選を果たした。
2022年、任期満了に伴う市長選挙に前回同様自民党と公明党の推薦を得て再選出馬を表明した。新人で日本共産党と社会民主党の推薦を得た周東三和子と争い、大きく差をつけて勝利した。なお、在職中のCOVID-19ワクチン関連政策などの実績を評価し、河野太郎が市長選の応援演説を行った。

## 政見
少子高齢化について
2023年の第20回統一地方選挙に係るアンケートで、狛江市の人口減少は「多少は深刻だ」と回答。少子化対策として、移住や定住の促進・補助、子育てに必要な費用の補助、婚活支援事業に特に取り組んでいるとした。今後国には子育て世帯への新たな給付金の創設、働き方改革の推進、若者の雇用環境の改善を要求するとした。
デジタル化社会の推進
2023年の第20回統一地方選挙に係るアンケートで、政府の進めるマイナンバーカードに関する政策について概ね評価する旨回答。健康保険証のマイナンバーカードへの統一（マイナ保険証への一本化）も手続きが簡単になり、利便性の向上が見込めることや、市のの事務効率化につながるとの展望から、「どちらかといえば評価する」と回答した。一方、政府が掲げる目標である「政府クラウド」の整備については人材の確保、財政的な負担の面から懸念を表明した。
ふるさと納税
2023年の第20回統一地方選挙に係るアンケートで、ふるさと納税は廃止すべきと回答した。税収が減ることや本来の趣旨とは異なって返礼品競争が一部自治体で続いていることを問題視したほか、市内にふるさと納税の返礼品となるようなものがないことを理由とした。
首長の多選について
2023年の第20回統一地方選挙に係るアンケートで、首長の任期は制限されるものではなく、何期でも多選は容認されると回答。
コロナ対策
2023年の第20回統一地方選挙に係るアンケートで、政府の新型コロナウイルス対策について「どちらかといえば評価する」と回答。政府のCOVID-19ワクチン関連政策や、事業者支援制度の創設、全国旅行支援などをはじめとした消費需要喚起のための政策などを評価した。一方、国民への給付金政策は評価しないと回答。今後はCOVID-19ワクチンや治療薬の確保・開発促進、保健所の維持や強化に向けた支援を政府に求めると回答した。

## 人物
- 趣味は散策と締太鼓の演奏[14]、旅行[2]。
- 息子が2人いる。世田谷区に住んでいたが、市長就任から約1年経って岩戸南へ単身赴任の形で転居した。週末は世田谷の自宅に帰る[14]。
- メンタルケアカウンセラーとウェディングプランナーの資格を所持している。

## 選挙歴
| 当落 | 選挙               | 執行日        | 年齢 | 選挙区 | 政党   | 得票数    | 得票率 | 定数 | 得票順位 /候補者数 | 政党内比例順位 /政党当選者数 |
| ---- | ------------------ | ------------- | ---- | ------ | ------ | --------- | ------ | ---- | ------------------ | ---------------------------- |
| 当   | 2018年狛江市長選挙 | 2018年7月22日 | 66   | ――     | 無所属 | 1万7834票 | 58.29  | 1    | 1/2                | /                            |
| 当   | 2022年狛江市長選挙 | 2022年6月26日 | 70   | ――     | 無所属 | 2万1451票 | 72.02  | 1    | 1/2                | /                            |